# Phaenocarpa gaspeensis
Phaenocarpa gaspeensis är en stekelart som beskrevs av Fischer 1974. Phaenocarpa gaspeensis ingår i släktet Phaenocarpa och familjen bracksteklar. Inga underarter finns listade i Catalogue of Life.